# Słonka (dopływ Raby)
Słonka – potok, prawy dopływ Raby o długości 7,2 km. Płynie w granicach Rabki-Zdroju w województwie małopolskim, w powiecie nowotarskim
Potok wypływa na wysokości około 890 m w dolinie między szczytami Bardo (948 m) i Jaworzyna Ponicka (942 m) w Gorcach. Pierwszy kilometr biegu pokonuje stromymi i lesistymi wąwozami, a następnie w głębokiej, odkrytej dolinie pomiędzy grzbietem Barda i Maciejowej (815 m) a grzbietem Szumiącej (841 m). Z wyjątkiem partii leśnych potok jest uregulowany. Po wypłynięciu z Gorców płynie przez Kotlinę Rabczańską, przepływając przez gęsto zabudowane osiedla Rabki-Zdroju, m.in.: Filasówkę, Plasówkę, Sołtysówkę, Słone i osiedle Słoneczna. Wpada do Raby w okolicy osiedla Sądecka.

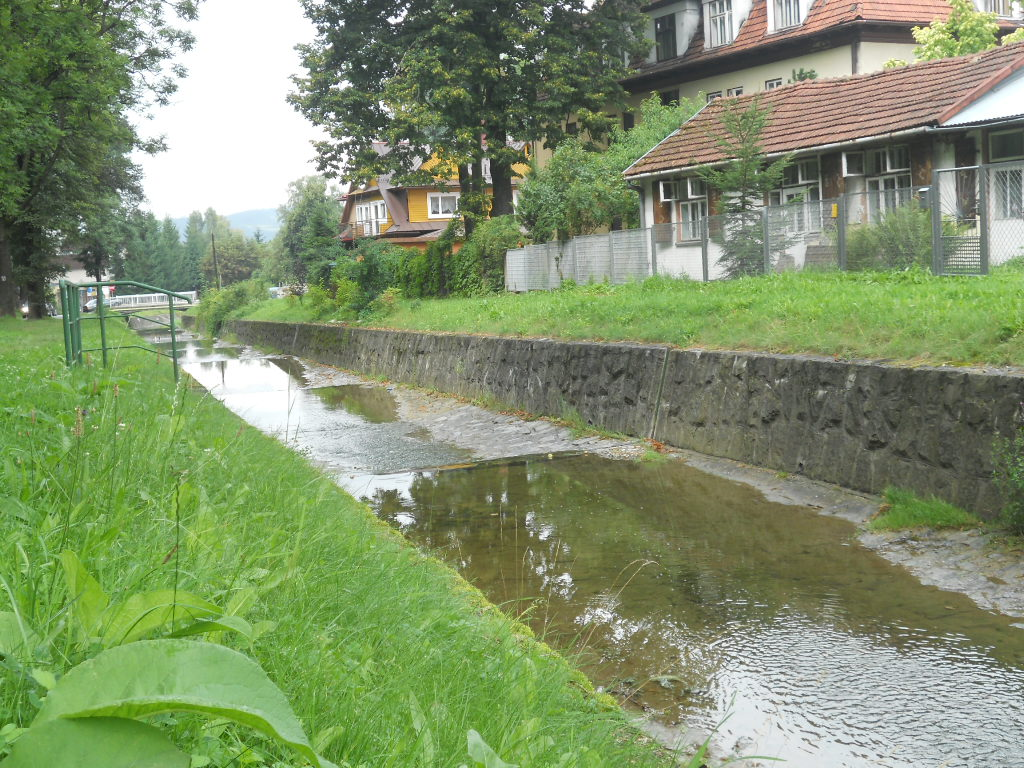
Słonka w Rabce-Zdroju w rejonie alei Tysiąclecia

Głównymi dopływami Słonki są potoki:
- lewobrzeżne: Zimna Woda, Gorzki Potok,
- prawobrzeżne: Potok Luberdowy, Górzki Potok[1].